# Retrait de l'Italie de l'Union européenne
« Italexit » redirige ici. Pour le parti, voir Italexit (parti politique).
Le retrait de l'Italie de l'Union européenne (UE) est proposé en Italie par plusieurs personnes politiques, et aujourd'hui évoqué dans la presse comme une possibilité. Le mot-valise « Italexit » (composé des mots Italia, et exit, « sortie ») est souvent utilisé pour désigner cette notion, par analogie de construction avec le terme Brexit, qui désigne le retrait du Royaume-Uni de l'Union européenne (UE).

## Historique
L'ancien Premier ministre Silvio Berlusconi déclare avant le référendum de 2016 que l'euro est un projet mal conçu et qu'il ne fait du bien ni à l'Italie ni à l'Europe. Cependant, il n'espère certainement pas un Italexit car cela aurait été une erreur à ce moment-là. Il  imagine plutôt un système à deux monnaies, ce qui donnerait à l'Italie une souveraineté partielle sur la deuxième monnaie.
Le Mouvement 5 étoiles est pour une division de la zone euro. Il devrait y avoir selon lui un euro pour les pays d'Europe du Nord et un pour les pays d'Europe du Sud, ce qui stimulerait les exportations plutôt que laisser les pays d'Europe du Nord dévaluer la monnaie unique.
Lors du référendum constitutionnel du 4 décembre 2016, les électeurs italiens ont pu voter sur un amendement constitutionnel approuvé par le Parlement. Cela devait stabiliser le gouvernement et réduire les probabilités d'élections fréquentes. Le Premier ministre Matteo Renzi fait campagne pour l’amendement constitutionnel mais annonce sa démission le 7 décembre 2016 après que le peuple italien ait voté non à cette réforme.
À l'automne 2018, les trois principaux ministres du gouvernement italien, à savoir le président du Conseil des ministres, Giuseppe Conte, et ses deux vice-premiers ministres, Matteo Salvini et Luigi Di Maio, pourtant ouvertement eurosceptiques, affichent leur « attachement à l'Union européenne et à la zone euro » en assurant qu'il n'y a « aucune chance que l'Italie en sorte ».